# Wybory samorządowe na Ukrainie w 2010 roku

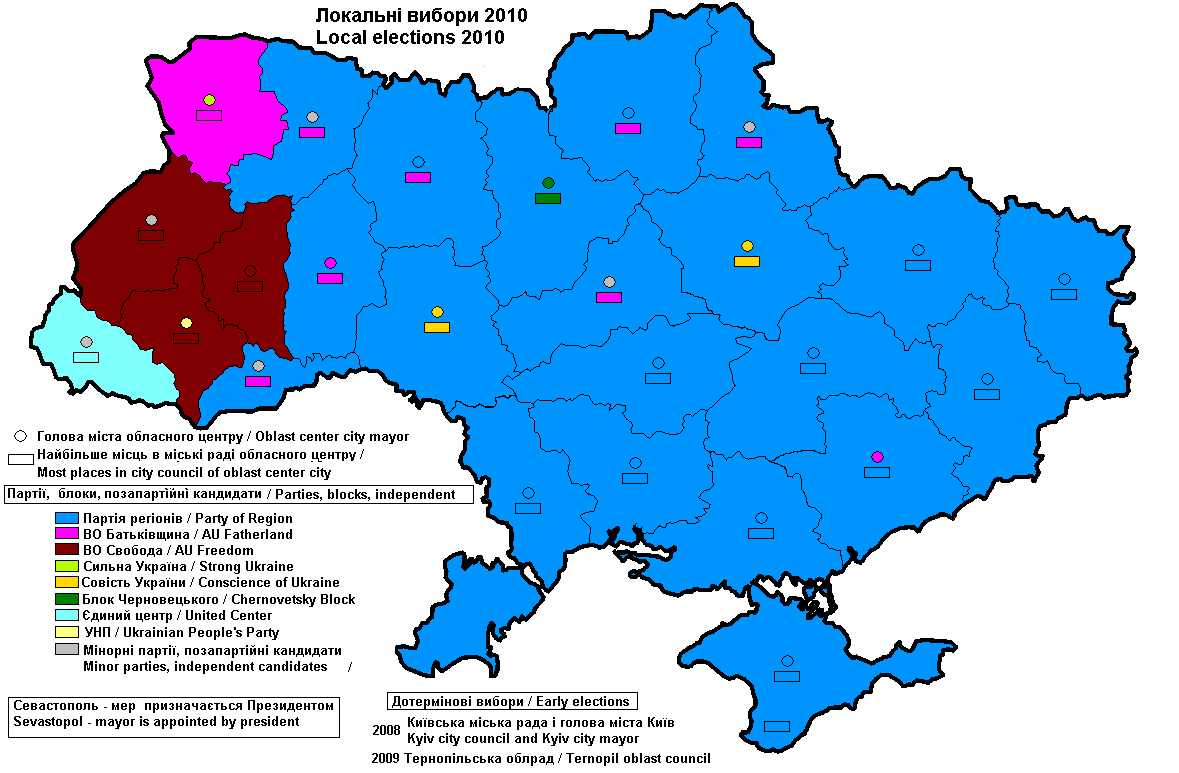
Zwycięskie partie w poszczególnych obwodach oraz merowie miast obwodowych

Wybory samorządowe na Ukrainie w 2010 roku (ukr. Місцеві вибори в Україні) odbyły się 31 października. W ich wyniku wybrani zostali radni gmin, osiedli i miast, jak również prezydenci i burmistrzowie miast ukraińskich z wyjątkiem rady miejskiej i prezydenta Kijowa, a także obwodowej rady w Tarnopolu (wybory te odbyły się w roku ubiegłym). Tego samego dnia odbyły się również wybory do Rady Najwyższej Republiki Autonomicznej Krymu.

## Historia
Pierwotnie wybory miały się odbyć 30 maja 2010, jednak 16 lutego 2010 Rada Najwyższa odwołała ten termin, motywując to względami finansowymi. Za anulowaniem wyborów opowiedziała się Partia Regionów, Komunistyczna Partia Ukrainy oraz Blok Łytwyna. Przeciwko przełożeniu wyborów głosował Blok Julii Tymoszenko.
1 lipca 2010 Rada Najwyższa Ukrainy zdecydowała o przeprowadzeniu wyborów w niedzielę 31 października. Po raz pierwszy rady miejskie, rejonowe i obwodowe, a także Rada Najwyższa Republiki Autonomicznej Krymu zostaną wybrane w wyniku zastosowania ordynacji mieszanej: połowę radnych (deputowanych) wybranych zostanie w jednomandatowych okręgach wyborczych, druga połowa z list partyjnych ugrupowań działających w danym regionie. Rady gmin i osiedli będzie się nadal wybierać w systemie większościowym. Kandydatów na burmistrzów (prezydentów) miast wysuwać mogą partie polityczne, w przypadku osiedli i gmin jest to możliwe również w drodze wysunięcia kandydatur przez osoby niezależne. Partie nie mogą tworzyć bloków wyborczych. Ostatecznie nie wszedł w życie przepis, który przewidywał, że do wyborów stanąć mogą jedynie ugrupowania istniejące co najmniej 365 dni – regulacja ta wymierzona była w nowo powstałe partie: Silna Ukraina i Front Zmian i spotkała się z krytyką opozycji oraz społeczności międzynarodowej.
Zgłaszać kandydatów na radnych i burmistrzów (prezydentów) można było od 27 września do 2 października, zaś ich rejestracja zakończyła się 8 października. Na kampanię wyborczą przewidziano 50 dni zamiast dotychczasowych 90, licząc od 11 września.
Przed wyborami w licznych miastach (poza Charkowem) zlikwidowano rady dzielnicowe.
W obwodach zachodniej Ukrainy zwyciężyła nacjonalistyczna partia Ogólnoukraińskie Zjednoczenie Swoboda, po czym lider tej partii – Ołeh Tiahnybok w swoim powyborczym wystąpieniu ogłosił, że będzie starał się o rozszerzenie granic państwa ukraińskiego, ponieważ obecne są "niesprawiedliwe".